# 西千春
西 千春（にし ちはる）は、埼玉県出身のモデル

## 経歴・人物
厳格な家庭に育つが高校時代よりモデルなどのアルバイトをし、埼玉大学教育学部在学中に篠山紀信の撮影で正式にデビュー。モデル・タレントとして活動する。
現在、モデル・ママモデルとして、TVCM・雑誌など幅広く出演している。
【CM出演】
```
＊ホームセンターコメリTVCM 
＊北陸銀行TVCM 
＊福島県歯科医師会TVCM 
＊東京インテリアTVCM
＊アリナミンEXゴールドTVCM
＊アディーレ法律事務所TVCM
＊アルペンゴルフ5TVCM
＊天野フーズTVCM
＊cookpad
＊バスクリン
＊すぐ禁煙 
＊ピジョン 
＊ヌエッタ 
＊リンレイ 
　　　  　  他多数
```

## 雑誌
- 『日経トレンディ』（日経BP）
- 『わかさ』（わかさ出版）
- 『週刊実話』（日本ジャーナル出版）
- 『カーセンサー 』（リクルート）
- 『週刊文春』（株式会社文藝春秋）
- 『アサヒ芸能』（徳間書店）
- 『ヤングマガジン』（講談社）
- 『コンバットマガジン』（ワールドフォトプレス）

他

## 新聞
- 『東京スポーツ』（東京スポーツ新聞社）
- 『日刊ゲンダイ』（日刊現代）
- 『サンケイスポーツ』（産業経済新聞社）

他

## スチール系
- 『アイフルホーム』スチールA11・パンフレットなど（2012年〜2014年契約）
- 『ネスレキットカット』（ブラック）パッケージ（2011年〜2012年契約）
- 『サントリーウォーターサーバー』ポスター（2012年〜2013年契約）
- 『ナルエーパジャマ』カタログ
- 『コールマン』秋冬リーフレット
- 『西武園遊園地』ポスター・パンフレット
- 『ヤマハ英語教室』パンフレット・広告
- 『オカムラ家具』カタログ
- 『ボーダフォン日本法人』広告
- 『タカトク』パンフレット
- 『ラクーア』パネル・ポスター

他